# Pexopsis trichifacialis
Pexopsis trichifacialis är en tvåvingeart som beskrevs av Sun och Zhao 1993. Pexopsis trichifacialis ingår i släktet Pexopsis och familjen parasitflugor.
Artens utbredningsområde är Zhejiang (Kina). Inga underarter finns listade i Catalogue of Life.